# Wolf’s Rain
A Wolf's Rain (ウルフズレイン; Urufuzu Rein) japán animesorozat, amelyet Nobumoto Keiko írt és a Bones készített Okamura Tenszai rendezésében. Az animét 2003. január 3-án kezdte sugározni a Fuji TV és ez év július 29-én fejezték be a 26. résszel.
2004 telén megjelent egy 4 részes OVA és a manga befejezése is ez idő tájra tehető.

## Történet
Az anime egy apokaliptikus jövőben (vagy a múltban) játszódik. A városok nyomasztóak, az emberek egyre fogynak. Egy prófécia szerint a világvége közeledik és akkor elérkezik a Földre a Paradicsom, az utat pedig csak a farkasok találhatják meg. Farkasokat azonban hosszú ideje nem láttak, kihaltnak hiszik őket, mert régebben vadásztak rájuk, mivel úgy hitték, hogy ők hozzák el a világvégét. Pedig az emberek között élnek, emberalakot öltve élnek a túlélésért.
A történet egy fiatal farkasfalkáról szól. Kiba, Tsume, Toboe, Hige és Blue (aki a történet közepe fele csatlakozik a falkához) elindulnak megkeresni a Paradicsomot és időközben egyre inkább összeszoknak. Az útjuk során rengeteg kalandba keverednek és találkoznak az alkímia leányával, Chezával, akit a Nemesek alkottak holdvirágból.
A történetben a fő negatív szereplő Darcia, aki „nemesi származású”: félig farkas, félig ember. A farkasokkal akar megküzdeni, mert úgy véli, hogy nem az ősei hozták a családra az átkot, amely a fél farkas mivoltát okozza, hanem a farkasok a büntetendők, és Jaguara, aki egy Paradicsom-másolatot akar megnyitni, ami a nemeseké.
Kiba a városba megy a holdvirág illatát érezve. Elfogják, és bezárják. Mindenki kutyának hiszi, kivéve Hige, aki szintén farkas, de ő embernek álcázva él. Eközben Cheza felébred, mert érzi a farkas vérét. Hige és Kiba összeállnak. Csatlakozi Tsume és Toboe. Megszerzik Darciától Chezát, aki Kiba szerelme is. A paradicsom bejáratát keresik, miközben folyamatosan üldözik őket a kutatók, akiknek szintén Cheza kell. A farkasokat megtámadják Jaguara szolgái, és elrabolják Chezát. A farkasok és kutatók eljutnak Jaguara városába, ahol nincsenek szagok, és az emberek érzelmek nélkül élnek. Tsumét és Toboét elfogják, Hige-t azonban futni hagyják. Kiba eljut Chezához, de csapdába kerül. Jaguara őt használná a Paradicsom megnyitásához. Megérkezik Darcia, elpusztítja a kaput, majd elindul az igazi Paradicsom felé. A farkasok kiszabadulnak, és folytatják az utat 2 kutatóval, egy alkoholista serriffel, és Chezával. Az út vége azonban nagyon nehéz: egyre többen halnak meg, majd végül csak Cheza, Tsume és Kiba marad életben. A Paradicsom kapujánál Darcia, aki farkassá vált, megöli Tsumét. Meghal Cheza, és végül csak Kiba marad, aki összeesik a hóban. Darcia megpróbálja megnyitni a paradicsom kapuját, de meghal, csak a farkas-szeme marad meg. Kiba megnyitja a kaput, és bezuhan a Paradicsomba, ami a mi világunk. Látszik Tsume motorosként, és Hige aki épp vásárolt. Elindul megkeresni Chezát. De Darcia szeme is beszivárog, ez okozza a rossz dolgokat a világban.